# NGC 3426
NGC 3426 is een spiraalvormig sterrenstelsel in het sterrenbeeld Leeuw. Het hemelobject werd op 23 maart 1887 ontdekt door de Amerikaanse astronoom Lewis A. Swift.

## Synoniemen
- UGC 5975
- MCG 3-28-20
- ZWG 95.46
- ARAK 262
- PGC 32577